# Gelbe Schattenameise
Die Gelbe Schattenameise (Lasius umbratus) ist eine Ameise aus der Gattung der Wegameisen (Lasius) in der Unterfamilie der Schuppenameisen (Formicinae). Sie wird zur Untergattung Chthonolasius gezählt.

## Merkmale
Die Arten der Untergattung Chthonolasius sind als Arbeiterinnen nur sehr schwer voneinander unterscheidbar, einzelne Arbeiterinnen sind meist unbestimmbar. Eine sichere Bestimmung ist vor allem anhand der Königinnen möglich. Wilson fasste deshalb alle Arten der Gruppe als nur eine, variable Art auf.
Die Tiere sind, wie alle verwandten Arten, hellgelb bis bräunlich gelb gefärbt mit relativ kleinen Augen und kurzen Maxillartastern, die zurückgelegt den Augenhinterrand nicht erreichen. Die Körperoberfläche ist von einer dichten, pubeszenten Behaarung bedeckt und wirkt dadurch silbrig glänzend. Bei dieser Art sind die Haare ein wenig aufgerichtet und wirken etwas wirr gelagert. Zwischen der Pubeszenz sind längere, dünne, aufgerichtete Haare eingelagert, auch auf der Unterseite des Kopfes. Die Oberkante der Schuppe (zwischen Rumpfabschnitt und freiem Hinterleib) ist oben scharfkantig, ihr Oberrand ist fast gerade oder schwach ausgeschnitten.

## Verbreitung und Lebensraum
Die Art ist paläarktisch verbreitet, sie kommt in Europa, in Nordamerika und im gesamten nördlichen Asien vor, in Asien ist sie seltener als verwandte Arten. Sie ist in Mitteleuropa häufig und lebt z. B. in lichten Wäldern, in feuchtem Grasland, in Gärten und an Wegrändern. Gemeinsam mit Lasius mixtus ist sie diejenige Art der Untergattung, die am weitesten in eher feuchte und kühle Biotope vordringt. Dabei besiedelt sie durchaus auch stark anthropogen beeinflusste Lebensräume. So kommt sie gelegentlich innerhalb von Häusern (in Kellerräumen) vor. Sie meidet nur extrem trockene, sowie sehr feuchte Habitate. Lasius umbratus ernährt sich meist überwiegend von den Ausscheidungen unterirdisch lebender, wurzelsaugender Blattläuse und Schildläuse (Trophobiose). Sie ist aber Generalist und kann andere Nahrungsquellen ausnutzen.
Wie alle Chthonolasius-Arten handelt es sich bei dieser Art um einen temporären Sozialparasiten.
Wichtig für die Ansiedlung junger Königinnen ist deshalb das Vorhandensein geeigneter Wirtsnester.
Gelbe Schattenameisen sind dazu befähigt, Überschwemmungen zu überleben, indem sich die Einzeltiere mit ihren Körpern zu einem Biwakfloß verketten.

## Fortpflanzung
Die Weibchen schwärmen zusammen mit den Männchen zwischen Ende Juni und Ende September, an schwülwarmen Nachmittagen bis in die ersten Nachtstunden hinein und versuchen, nachdem sie sich in der Nähe der Mutterkolonie gepaart haben, so schnell wie möglich ein Wirtsnest zu finden. Als Wirte dient vor allem die Schwarze Wegameise (Lasius niger). Weitere, seltener genannte Wirtsarten sind die Braune Wegameise (Lasius brunneus), Lasius emarginatus, Lasius psammophilus. Vor dem Eindringen in die Wirtskolonie tötet die Jungkönigin zuerst eine Arbeiterin der Wirtsart, um für die Übertragung der nestspezifischen Duftstoffe auf ihre eigene Oberfläche zu sorgen. Auch werden die zerstückelten Reste noch eine Weile in den Mandibeln getragen, was die Täuschung der Angehörigen der Wirtskolonie anscheinend zusätzlich erleichtert. So wird das Eindringen in das Wirtsnest ermöglicht. Nach dem gelungenen Eindringen ist die parasitische Königin attraktiver als die Wirtskönigin, die schließlich durch Vernachlässigung stirbt oder aus dem Nest vertrieben wird (von Gößwald an der verwandten Lasius mixtus beschrieben). Das Eindringen in das Wirtsnest ist riskant und schlägt sehr oft fehl, es gelingt vor allem in sehr kleinen Nestern. Nach der Etablierung legt die Königin Eier, die von den Wirtsarbeiterinnen aufgezogen werden. Nachdem diese ausgestorben sind, besteht die Kolonie später mit eigenen Arbeiterinnen fort.
Lasius umbratus ist selbst ebenfalls Wirt eines anderen Sozialparasiten. Die Glänzendschwarze Holzameise (Lasius fuliginosus) benutzt sie auf gleiche Weise als Wirtsameise bei ihrer Koloniegründung.